# Euphorbia pisidica
Euphorbia pisidica är en törelväxtart som beskrevs av Hub.-mor. och Mohammad Mohan Salar Khan. Euphorbia pisidica ingår i släktet törlar, och familjen törelväxter. Inga underarter finns listade i Catalogue of Life.